# Guía de Isora (capital municipal)
Guía de Isora es una de las entidades de población que conforman el municipio homónimo, en la provincia de Santa Cruz de Tenerife —Canarias, España—, siendo su capital administrativa.

## Geografía
Está situada a 580 m s. n. m., en el punto de contacto entre los malpaíses de la zona occidental del municipio y los materiales antiguos de la mitad oriental.
El entorno urbano mantiene un caserío relativamente bien conservado.
Está formada, además de por el casco urbano de Guía, por los núcleos de Acojeja, Aripe, Chirche, El Jaral, Lomo del Balo, El Pozo, Tejina y Vera de Erques.
Gran parte de su superficie se encuentra incluida en el espacio protegido del parque natural de la Corona Forestal, poseyendo también áreas del parque nacional del Teide y del paisaje protegido del barranco de Erques. También se encuentra aquí el monumento natural de la Montaña de Tejina.

## Demografía
Si bien Guía de Isora ha sido tradicionalmente la población más importante del municipio, en las últimas décadas ha perdido importancia ante el crecimiento de las zonas costeras, y ha tenido dificultades para convertirse en capital comarcal.[cita requerida]
| Año        | 2000  | 2005  | 2010  | 2015  | 2020  |
| ---------- | ----- | ----- | ----- | ----- | ----- |
| Habitantes | 5 950 | 6 717 | 6 976 | 6 589 | 7 122 |

## Comunicaciones

### Transporte público
En autobús —guagua— queda conectada mediante la siguiente línea de TITSA:
| Línea | Trayecto                                                              | Recorrido     |
| ----- | --------------------------------------------------------------------- | ------------- |
| 417   | Costa Adeje (estación) - Adeje (El Cerco) - Guía de Isora             | Horario/Línea |
| 460   | Icod de los Vinos - Guía de Isora (estación) - Costa Adeje (estación) | Horario/Línea |
| 462   | Guía de Isora - Valle Santiago - Los Gigantes por Tamaimo             | Horario/Línea |
| 490   | Calle del Campo - Guía de Isora - Tejina - Vera de Erques             | Horario/Línea |
| 492   | Chiguergue - Guía de Isora (estación)                                 | Horario/Línea |
| 493   | Guía de Isora - Los Gigantes (por TF-463)                             | Horario/Línea |
| 494   | Guía de Isora (c/ del Campo) - Los Gigantes (por Piedra Hincada)      | Horario/Línea |